# Бисиниекс, Эмилс
Эми́лс Би́синиекс (латыш. Emīls Bisinieks; 9 июня 1993, Гулбене) — латвийский футболист, полузащитник.
Свою футбольную карьеру Эмилс Бисиниекс начал в местном клубе «Гулбене», за который он был заявлен в начале 2011 года. Его дебют за клуб в Высшей лиге Латвии состоялся 30 октября того же года, выйдя на замену на 81-й минуте матча 35-го тура между командами «Елгава» и «Гулбене» (3:0).